# Oscar Brown
Pour les articles homonymes, voir Brown.
Oscar Brown, Jr., était un chanteur, auteur-compositeur, poète et dramaturge américain (Chicago, 10 octobre 1926- 29 mai 2005).
Activiste pour le Mouvement des droits civiques aux États-Unis, il s'est présenté comme candidat pour le bureau de la législature de l'État de l'Illinois et pour le Congrès des États-Unis, en vain, dans les deux cas.

## Biographie
Né et élevé dans la banlieue sud de Chicago, son nom vient de son père, Oscar Brown Sr., avocat et agent immobilier talentueux. Ses débuts de chanteur se sont faits sur l'émission de radio Secret City à l'âge de 15 ans. Brown a été étudiant au Englewood High School de Chicago, à l'université du Wisconsin à Madison, et à l'université Lincoln de Pennsylvanie, mais n'a pas obtenu de diplôme. Il a également effectué un passage dans l'armée américaine.
Il décède le 29 mai 2005 à Chicago.

## Anecdote
D’après son fils, Oscar Brown Jr. a écrit plus de 1000 chansons, dont seulement 125 ont été publiées. En dépit du respect qu’il a reçu de la communauté Jazz, sa famille a toujours pensé qu’il n’a jamais obtenu une reconnaissance adéquate de l'industrie du disque.

## Discographie

### Albums
- Max Roach: We Insist! (c. 1959) - Parolier pour les chansons interprétées par Abbey Lincoln
- Sin and Soul... and Then Some (1960, Columbia (USA)/Philips (Europe))
- Between Heaven and Hell (1962)
- Oscar Brown, Jr. Tells It Like It Is/In a New Mood (1962/63)
- Mr. Oscar Brown, Jr. Goes to Washington (1965) [Enregistrement live en nightclub]
- Finding A New Friend (avec Luiz Henrique) (1966)
- Joy (1970)
- Movin' On (1972)
- Fresh (1973)
- Brother Where Are You (milieu des années 70)
- Then & Now (1995)
- Live Every Minute (1998)

## Comédies musicales
- Kicks & Co.
- Oscar Brown Jr. Entertains (one man show à Londres)
- Lyrics of Sunshine and Shadow